# Skiatophytum
Skiatophytum, biljni rod iz porodice čupavica, smješten u tribus Apatesieae, dio potporodice Ruschioideae. Postoje tri priznate vrste sukulenata s krajnjeg juga Afrike, provincija Western Cape.

## Vrste
1. Skiatophytum flaccidifolium Klak
2. Skiatophytum skiatophytoides (Leistner) Klak
3. Skiatophytum tripolium (L.) L.Bolus

## Sinonimi
- Saphesia N.E.Br.; Gard. Chronicle III. 91: 205 (1932)
- Gymnopoma N.E.Br.; Gard. Chron., Ser. III. 83: 194 (1928)
- Caryotophora Leistner; Notes Mesembr. 3: 289-291 (1958)